# Groote Eylandt
Groote Eylandt er en ø i det nordøstlige Australien. Øen er ca. 2.260 km² stor, med en gennemsnitlig højde over havet på 15 m. Den blev navngivet af Abel Tasman i 1644 og navnet er nederlandsk for "Stor Ø".